# Бончук
 Тази статия е за войнското знаме.  За други значения вижте Бончук (пояснение).  
Бончукът (на кримскотатарски: buncuk) е войнско знаме под формата на конска опашка или опашка от як. Служи като щандарт в периода XV – XVIII век. Същевременно е знак на властта.
В Източна Европа също се приема за символ на властта след монголското нашествие. Европейският феномен е основно османски, но се разпростира в Жечпосполита, а и сред казаците в Казашкото хетманство.
Бончукът като правило е конска опашка, закрепена върху цилиндрична, лека и куха отвътре дървесина – под формата на пръчка. В горния ѝ край най-често се поставя метална топка, а понякога – полумесец. По-надолу се закрепва обикновена или сплетена на опашка плитка, боядисана в син, червен или черен цвят. На мястото на прикрепване, опашката се пристяга в специален възел с конска и камилска коса. Косата също е в различни цветове и понякога се получава много красив модел бончук, особено когато е украсен с ориенталски орнаменти.
В Османската империя, бончукът с четири конски опашки е на султана, а от началото на 16 век – на халифа на правоверните. До Сюлейман Великолепни този щандарт се носи от него, след което Селим II започва да не предвожда лично османската армия и за целта се учредява специална пълководческа длъжност – сераскер (на османски турски: سرعسكر; на турски: Serasker). Последният и най-известен такъв е Али паша Янински. С по три конски опашки са бончуците на дваматабейлербеи – на Румелия и Анатолия. С по две конски опашки са бончуците на двамата мирмирани на Румелия и Анатолия, съответно от Кюстендил и Ерзурум. Всички останали командващи еничарски или спахийски подразделения са с обичайния си бончук.
Ян III Собиески, както и запорожките хетмани, също носят във военните си походи бончуци.